# Catherine Cando
Catherine Cando (Ecuador, 7 de junio de 1995-Guayaquil, 10 de enero de 2015) fue una reina de belleza ecuatoriana que ganó el certamen Reina de Durán. Un premio para la ganadora era un procedimiento de liposucción libre. Cando murió como resultado de complicaciones durante la operación.

## Primeros años y estudios
Catherine Cando nació el 7 de junio de 1995.
Era estudiante de medicina en la Universidad Católica de Santiago de Guayaquil, donde estudió hasta el día de su muerte.

## Certamen Reina de Durán
Catherine Cando ganó el certamen de Reina de Durán, entre 14 participantes, el sábado 4 de octubre de 2014, sucedida por la reina precedida por Mariuxi Oyarvide. Su respuesta durante el certamen que le aseguró la corona acerca de cómo define a la mujer fue:
"No puedo definir las cualidades de una mujer perfecta porque, estoy convencida, que todas lo somos. Nuestra perfección está en los roles que desarrollamos a diario en nuestras vidas".
Entre los premios que se le otorgó a Cando por parte del municipio de Durán, constan un carro y una tableta, realizarse una cirugía estética en una clínica de Guayaquil de uno los jueces del certamen, quien fue el Dr. Ecuador, un cirujano plástico que trabajó para la gobernación de Durán.

## Muerte de Catherine Cando

### Antecedentes
Según Daniel Zavala, hermano de Catherine, aseguró que ella no quería realizarse la cirugía estética de liposucción y que regalaría ese premio a alguna persona, asegurando que ella podía bajar de peso a base de dieta y ejercicio, y que sus familiares le decían que ella no necesitaba de una cirugía estética. Sin embargo, debido a la insistencia del Dr. Ecuador, quien la llamaba todo el tiempo, Cando aceptó para, según su hermano; “quitarse al médico de encima”, pero; “Se dejó convencer de una psicología tan barata, tan astuta que tiene este tipo”, ya que le prometió también poder ser su asistente en un futuro, puesto que Cando estudiaba medicina, para ejercerla en esa misma área.

### Incidente
Falleció el 10 de enero de 2015, luego de haber sido sometida a una lipooescultura abdominal y liposucción, cirugía estética que buscó reducir su cintura de 60 a 57 centímetros, realizado como parte del premio del certamen de belleza, en la clínica del Dr. Ecuador al norte de Guayaquil. Ella ingresó al quirófano a las 08h23 de la mañana, a las 17h00 de la tarde uno de los médicos que intervenía en la cirugía le informa a los familiares de Cando, que ella se encontraba grave de salud y finalmente a las 18h30 informan de su fallecimiento.
Luego que la tía de Cando presentara la denuncia formal contra el médico, el fiscal Julio Sánchez se dirigió a la clínica para recoger indicios y pruebas para la investigación, donde ninguno de los médicos se encontraban en el lugar, presuntamente huidos por cometer el delito de Mala Práctica Médica.
En la tarde del lunes 12 de enero de 2015, se realizó el sepelio de Cando, en el Centro de Convenciones del cantón Durán.

### Investigaciones del caso
El médico no contaba con título para ejercer la cirugía plástica.

### Reacciones
La muerte de Cando provocó indignación en Ecuador contra la cirugía plástica.